# 오사카 모노레일 본선

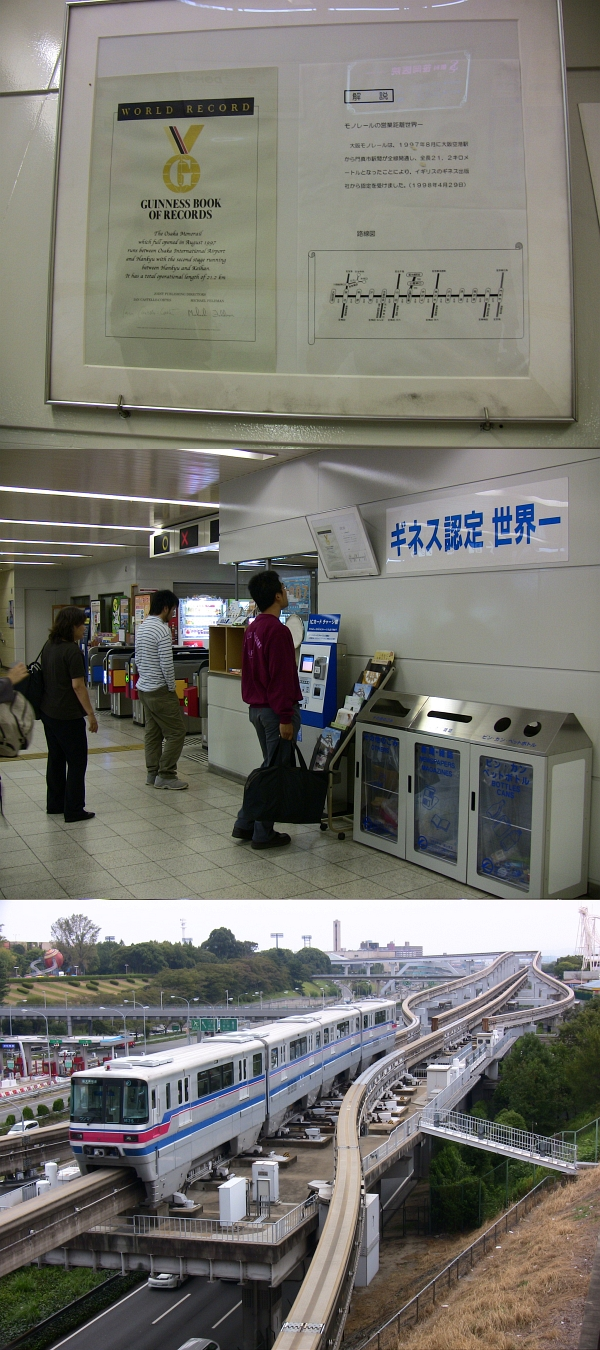
기네스 북 인증서가 걸린 야마다역 광장과, 반파쿠 기념공원역 근처를 달리는 차량

오사카 모노레일 본선(일본어: 大阪モノレール本線)은 일본 오사카부 도요나카시에 위치한 오사카 공항역에서 가도마시의 가도마시역을 잇는 오사카 고속철도의 과좌식 모노레일 노선이다.
북 오사카지구 터미널이 있는 센리추오역, 오사카 국제공항이나 오사카 만국박람회 기념공원 등에 접근하는 노선으로 이용되고 있다.
오사카 모노레일선은 기네스 북에 기재된 세계 최장 영업 거리를 가진 모노레일로, 주요 역의 콩코스에는 기네스북 인증서가 설치되어 있기도 하다.

## 개요
오사카 국제공항(이타미 공항) ~ 국도 제176호선 교차점 (시바하라 역 부근) 까지는 오사카 부도 11호 오사카 국제공항선 구역 안, 교차점부터 가도마시 역 오사카 부도 2호 오사카 중앙환상선 구역 안에 각각 건설되어 있고, 시바하라역 ~ 반파쿠 기념공원역 사이에는 주코쿠 자동차로가, 반파쿠 기념공원역 ~ 가도마시 역 사이에는 긴키 자동차도로가 같이 달리고 있다.
오사카 모노레일선은 오사카시의 중심에서 방사형으로 뻗어나간 사철을 원 형태로 접속해, 주변부에 있는 시 사이의 이동을 용이하게 하기 위해 건설되었다. 오사카 시 중심부를 지나가지 않기 때문에, 개업 당시에는 많은 사람들을 끌어 모으는 오사카 국제공항까지의 연장이 호타루가이케 역의 용지 매입의 어려움으로 늦어지고 있었기 때문에 적자를 면치 못했다. 사실, 오사카 국제공항까지의 연장이 이루어지기까지는 엑스포랜드 이용객과 감바 오사카의 시합의 관람객 수송에 사용될 것으로 예측된 면이 있어 승객이 이 노선의 성공 여부를 좌우했다고 말하여 질 정도였다. 하지만, 오사카 국제공항과 가도마시 역 양방향으로의 연장이 비슷한 시기에 완공되면서, 호쿠세쓰 방면과 게이한 철도 선을 잇게 되었다. 이후 오사카 국제공항은 국내선 전용으로 바뀌었지만, 이후 공항의 이용객이 증가세로 돌아선 것과 파나소닉 그룹 계열사에 출근하는 사원들이 이 철도를 이용하게 됨에 따라 흑자 기조를 유지하고 있다.
노선은 전 선이 오사카 부도의 구역 내를 통과해, 일본 궤도법의 적용을 받았기 때문에, 건설 과정에서 일본국 중앙정부의 많은 양의 보조금 지원이 있었다. 또한, 궤도와 교각부가 도로시설로 취급이 되는 등 감가상각 부담이 적었기 때문에, 제3섹터 운영 노선으로서는 드물게 좋은 성적을 올리고 있다.
우노베 역 ~ 미나미이바라키 역 사이에서는 도카이도 본선 (JR 쿄토선)과 교차하지만, 환승역이 없다. 본 노선의 건설을 결정한 당초에는 당시의 일본 국철과 환승하기 위한 새로운 역을 건설하거나, 도카이도 본선의 이바라키역을 이동하는 요청이 있었지만, 당시의 재정상황이 좋지 않아 결과적으로 JR과 연결하지 않는 현재의 형태가 되었다. 참고로 우노베 역은 개업 시에는 '이바라키 역'으로 불리고 있었지만, JR의 이바라키 역과 상당히 떨어져 있으므로, 환승이 가능한 것처럼 착각하지 않도록 하기 위해 오사카 국제공항 구간이 연장될 때 현재의 이름으로 개칭되었다.
덧붙여, "오사카 모노레일선"이라는 칭호는, 지선인 국제문화공원도시선(사이토 선) 개업전에 결정되었기 때문에, 사이토 선을 포함한 오사카 고속철도의 전 노선을 '오사카 모노레일'로 호칭하는 경우가 많아, 안내시에는 이 선을 '본선'이라고 부르고 있다.

### 노선 정보
- 영업거리：21.2km
- 방식：과좌식
- 역 수：14개 (기종점 포함)
- 복선 구간：전선
- 전류 방식：직류 1500V
- 폐색 방식：차내신호식
- 최고 경사도：50‰
- 최고 구배：반경 100m

## 운행 형태
아침과 심야 이외에는 10분 간격으로 운행하고, 아침 러시아 워에는 7~8분 간격으로 운행한다. 반파쿠 기념공원역에서 사이토 선의 열차와 접속하지만, 러시아워 사이에는 사이토 선이 20분 간격으로 운행하여, 반수의 열차만이 접속한다. 열차는 기본적으로 전 역을 운행하지만, 영업 시초에 몇 편성이 출고를 겸해 반파쿠 기념공원에서 하행으로, 상행에서는 센리추오와 미나미이바라키에서 오사카 공항행 열차가 한 대씩 출차하며, 반면 막바지에는 상행 막차로 반파쿠 기념공원 행(평일 한정, 2회)과 미나미이바라키 행(휴일 2회 운행) 열차가 가도마시 역에서, 하행 막차로는 센리추오 행 열차가 평일에만 운행한다. 또한 평일 오전과 저녁 사이에는 사이토 선과의 직통 열차가 센리추오 ~ 사이토니시 사이에 운행되며, 만박 기념 경기장에서 J리그 시합이 있을 때에도 임시 열차가 운행한다. 따라서 사이토 선 직통 열차 운행 중에는, 센리추오 ~ 반파쿠 기념공원 사이에는 5분 간격 운전이, 아침대에는 3~4분, 저녁대에는 4~6분 간격으로 이루어지게 된다. 또한 여행 시즌의 토, 휴일에는 반파쿠 기념공원의 여행객을 맞기 위해 센리추오 ~ 가도마시 역 사이에 임시열차를 증편 운행하여 5분 간격 운전을 유지하고 있다.
2010년 3월 28일에는 러시아워 시간대의 열차 지연에 대처하기 위해 주요역의 정차시간을 늘리는 방식으로 다이어 개정이 이루어져, 운행 시간이 다소 길어지게 되었다.

## 역사
- 1990년 6월 1일 : 센리추오 ~ 미나미 이바라키 구간 개업.
- 1994년 9월 30일 : 시바하라 ~ 센리추오 구간 개업.
- 1997년
  - 4월 1일 : 오사카 공항 ~ 시바하라 구간 개업, 이바라키 역을 우노베 역으로 개칭.
  - 8월 22일 : 미나미이바라키 ~ 가도마시 구간 개업.
- 2019년시바하라역에서 시바하라한다이마에역으로 개칭
- 2029년가도마시역~(가칭)우류도역 개통 예정

## 추가 연장 계획
원래는 오사카 국제공항과 사카이 센보쿠 임해공업지대를 묶는다고 하는 장대한 구상을 가지고 시작되어, 오사카 중앙 순환선 가를 따라 사카이시 방면까지 연장할 계획이었지만, 이 연장계획은 잊혀졌고, 이후 2004년 긴키 지방교통심의회의 답신 제 8호에서는, '게이한신(교토·오사카·고베)권에 대응하여, 중장기적으로 바람직한 철도 네트워크를 구성하는 새로운 노선' 으로서 기도마 시에서 히가시오사카시의 우류도(나라 선의 야에노사토 역과 와카에이와타 역 사이) 까지의 연장안이 제시되고 있는 정도다. 이 연장안도 오사카히가시 선과의 경합이나 연장선 주변 인구의 감소 등의 문제가 있어서, 실현 가능성이 확실하지 않다.

## 역 목록
모든 역은 오사카부에 존재하고 있다.

### 영업 중 구간
| 역 번호 | 역명               | 역간 거리 | 영업 거리 | 환승 노선                           | 소재지     |
| ------- | ------------------ | --------- | --------- | ----------------------------------- | ---------- |
| 11      | 오사카 공항        | -         | 0.0       |                                     | 도요나카시 |
| 12      | 호타루가이케       | 1.4       | 1.4       | 한큐 전철：다카라즈카 본선          | 도요나카시 |
| 13      | 시바하라한다이마에 | 1.7       | 3.1       |                                     | 도요나카시 |
| 14      | 쇼지               | 1.7       | 4.8       |                                     | 도요나카시 |
| 15      | 센리추오           | 1.8       | 6.6       | 기타오사카 급행 전철：난보쿠 선     | 도요나카시 |
| 16      | 야마다             | 1.9       | 8.5       | 한큐 전철：센리 선                  | 스이타시   |
| 17      | 반파쿠 기넨코엔    | 1.4       | 9.9       | 오사카 고속철도：국제문화공원도시선 | 스이타시   |
| 18      | 우노베             | 2.2       | 12.1      |                                     | 이바라키시 |
| 19      | 미나미이바라키     | 1.2       | 13.3      | 한큐 전철：교토 본선                | 이바라키시 |
| 20      | 사와라기           | 1.2       | 14.5      |                                     | 이바라키시 |
| 21      | 셋쓰               | 1.5       | 16.0      |                                     | 셋쓰시     |
| 22      | 미나미셋쓰         | 1.8       | 17.8      |                                     | 셋쓰시     |
| 23      | 다이니치           | 2.1       | 19.9      | 오사카 시영 지하철： 다니마치 선    | 모리구치시 |
| 24      | 가도마시           | 1.3       | 21.2      | 게이한 전기 철도：게이한 본선       | 가도마시   |

- 역은 없지만, 호타루가이게 ~ 시바하라사이에 있는 반경 100m의 급 커브 구간에 이케다시를 약간 지나친다. 또한, 오사카 공항역 부근은 대한민국의 천안아산역과 비슷하게 효고현 이타미시 사이의 행정구역이 복잡하게 되어 있어 역사나 궤도 모두가 부와 현에 걸쳐 있지만, 공식 소재지는 도요나카 시로 정해져 있다. 오사카 공항역 부근의 북쪽 인입선도 이케다 시에 소재하고 있다.

### 연장 예정 구간
| 역 번호 | 역명         | 역간 거리 | 환승 노선                                      | 소재지         |
| ------- | ------------ | --------- | ---------------------------------------------- | -------------- |
| 24      | 가도마시     | -         | 게이한 전기 철도：게이한 본선                  | 가도마시       |
|         | 마쓰오초     | 0.8       |                                                | 가도마시       |
|         | 가도마미나미 | 1.8       | 오사카시 고속전철 궤도: 나가호리쓰루미료쿠치선 | 가도마시       |
|         | 고노이케신덴 | 1.9       | 서일본 여객철도: 가타마치선                    | 히가시오사카시 |
|         | 아라모토     | 2.4       | 긴키닛폰철도: 게이한나선                       | 히가시오사카시 |
|         | 우류도       | 2.0       | 긴키닛폰철도: 나라선                           | 히가시오사카시 |

## 같이 보기
- 공항철도
- 치바 도시 모노레일 - 세계 최장의 현수식 모노레일